# Требио (Лука)
Требио је насеље у Италији у округу Лука, региону Тоскана.
Према процени из 2011. у насељу је живело 124 становника. Насеље се налази на надморској висини од 285 м.